# Antonio Martino (imprenditore)
Antonio Martino (Popoli, 16 novembre 1976) è un politico italiano.

## Biografia
Nato a Popoli, cresce a Torre de' Passeri. Dopo aver conseguito la maturità scientifica, frequenta l'università nella facoltà di giurisprudenza.
La sua prima attività politica, sul finire degli anni Novanta, è nel Partito Popolare Italiano, della cui organizzazione giovanile diventa segretario.
In campo imprenditoriale, fonda la Dynamin Holding, azienda che ha partecipazioni negli ambiti dell'informatica, della ristorazione, della fornitura di servizi e della produzione di energia da fonti rinnovabili.
Dal 2011 al 2013 è vicepresidente e amministratore delegato del Pescara Calcio; durante questo periodo la squadra abruzzese ottiene una promozione in serie A seguita dalla retrocessione alla fine del campionato. Dopo di ciò, si disimpegna dal Pescara per dedicarsi alla Sassari Torres e all'Aquila Calcio.
Nel 2014 è invitato da Matteo Renzi, suo antico compagno di partito ai tempi dei Giovani Popolari, alla quinta edizione della Leopolda a Firenze, per parlare della sua attività imprenditoriale.
Alle elezioni politiche del 2018 è eletto alla Camera dei Deputati nel collegio uninominale dell'Aquila, sostenuto dal centro-destra (in quota Forza Italia).
Non si ricandida alle elezioni politiche del 2022.